# Police (rejon waraski)
Police (ukr. Полиці, Połyci) – wieś na Ukrainie, w obwodzie rówieńskim, w rejonie waraskim, siedziba hromady. W 2025 liczyła 1421 mieszkańców.
W okresie międzywojennym wieś znajdowała się w granicach II RP, wchodząc w skład gminy Rafałówka w powiecie sarneńskim, w województwie wołyńskim.